# Ferdinand Teetz (Philologe)
Ferdinand Louis Alexius Teetz (* 17. Juli 1860 in Prenzlau; † 10. Dezember 1924) war ein deutscher Philologe, Pädagoge, Schulleiter und Autor.

## Leben
Ferdinand Teetz wurde als Sohn des in Prenzlau tätigen Bankiers Friedrich Teetz geboren, wo er das Gymnasium besuchte und seine Reifeprüfung schließlich am 16. September 1880 in Neubrandenburg ablegte. Danach begann er zunächst an der Berliner Universität mit dem Studium der Klassischen Philologie und Germanistik und wechselte 1881 an die Universität Rostock, wo er zugleich auch seinen Militärdienst ableistete. Nach seinem Dienst als Einjährig-Freiwilliger in Rostock ab 1. Oktober 1881, und, nachdem er 1886 bis 1887 am Gymnasium in Halle (Saale) sein Probejahr durchlaufen hatte, wurde er am 5. Februar 1885 an der Universität Halle mit der Arbeit De verborum compositorum apud Horatium usu zum Dr. phil. promoviert. Er war Alter Herr des Klassisch-Philologischen Vereins Halle im Naumburger Kartellverband.
Nach Stationen in Bitterfeld und Bremerhaven wurde Ferdinand Teetz am 1. Januar 1907 am Gymnasium in Bad Oeynhausen als Studienrektor mit dem Titel eines Gymnasialprofessors angestellt und dort später zum Schulleiter befördert.
Noch zur Zeit des Deutschen Kaiserreichs wurde Teetz kurz nach der Jahrhundertwende publizistisch tätig mit dem 1902 in Frakturschrift ersten Aufgaben-Band über Goethes Gedankenlyrik in der teils in mehreren Auflagen und bis 1925 erschienenen Reihe Aufgaben aus deutschen epischen und lyrischen Gedichten. In der Illustrirten Zeitung Nr. 3538, der Sondernummer vom 20. April 1911 unter dem Titel Hannover und Grenzgebiete, verfasste Teetz einen Artikel über Bad Oeynhausen, der mit zwei punktgerasterten Reproduktionen von Fotografien des Hoffotografen Christian Colberg zur Illustration eingefasst war.
Nach dem Ersten Weltkrieg überarbeitete er ab 1920 die vielbändige und zuvor von Hermann Heinze und Wilhelm Schröder begonnene Reihe Aufgaben aus klassischen Dramen, Epen und Romanen in neuer Zusammenstellung.

## Veröffentlichungen (Auswahl)
- Beiträge zur Rhythmopoiie des Sophokles: I. Die Kolometrie in den cantica der Antigone; Kritische Bemerkungen zu Soph. Ant. v. 1156-1157 und Caes. B.G. I. 8. 1 und B.G. IV. 17. 9, Bremerhaven, 1893 (Neuauflage 2009), ISBN 9781115477567
- Wandkarte zu Schillers „Jungfrau von Orleans“.Leipzig 1899.
- De Verborum Compositorum Apud Horatium Structura, Lateinische Edition (1900)
- Schillers „Lied von der Glocke“. Übersichtlich geordneter Text mit nebenstehender eingehender Gliederung und einer bildlichen Veranschaulichung des Glockengusses. Verlag Engelmann, Leipzig, 1901
- Aufgaben aus deutschen epischen und lyrischen Gedichten – Viertes Bändchen: Aufgaben für mittlere und obere Klassen aus Uhlands Gedichten, Zweiter Teil, Verlag Engelmann, Leipzig, 1911
- Aufgaben aus Schillers Gedankenlyrik, in: Aufgaben aus deutschen epischen und lyrischen Gedichten, Band 12, Teil 3, Verlag E. Wartig, 1914